# Ełk
Ełk (tyska: Lyck) är en stad i Ermland-Masuriens vojvodskap, Polen.

## Historia
Staden var ursprungligen en prussisk bosättning, som 1283 erövrades av Tyska Orden. 1390 anlades en ordensborg vid Lyck. 1445 erhöll Lyck förnyelse på sina stadsprivilegier, det är okänt när de första utfärdades. Staden tillhörde den preussiska provinsen Ostpreussen och var huvudstad i regionen Masurien. Efter andra världskrigets slut 1945 tillföll staden Polen.